# Interes public
Sintagma interes public (sau interes general) face referire la acțiunile întreprinse de instituțiile ce au drept obiectiv protejarea intereselor anumitor populații privite în ansamblu.
Interesul public adesea intră în contrast cu interesul individual. Conflictul dintre cele două se poate manifesta în mai multe aspecte, cum ar fi reprezentarea în plan juridic a implementării de noi legi reformatoare.